# Özcan Deniz
Özcan Deniz (Ankara, 19 de mayo de 1972) es un cantante, actor, director , guionista turco.

## Biografía

### Primeros años
Nació el 19 de mayo de 1972 en Ankara, Turquía. De ascendencia kurda, es el segundo hijo de una familia procedente de la provincia de Ağrı. Deniz pasó la mayor parte de su infancia en Aydin, luego de que su familia emigrara cuando él tenía cinco años.
A muy temprana edad comenzó a ganarse la vida como cantante, incluso llegó a formar su propia orquesta. En 1989, se trasladó a Alemania. Regresó a Turquía en 1991.

### Carrera
Se transformó en un exitoso cantante en Turquía entre los años 90 y 2000, llegando a obtener muchos premios. Aparte de su carrera como músico, también se ha dedicado a la actuación y el cine. Fue protagonista de las exitosas series de televisión Asmalı Konak en 2002 y Haziran Gecesi en 2004. Ha trabajado en 10 películas, tanto como actor, director o guionista a la vez.

## Filmografía

### Televisión
| Año       | Título                  | Personaje         | Nota           |
| --------- | ----------------------- | ----------------- | -------------- |
| 1997      | Yalan                   | Hasan             |                |
| 1999      | Aşkın Dağlarda Gezer    | Zal               |                |
| 2002-2003 | Asmalı Konak            | Seymen Karadağ    | Protagonista   |
| 2004-2006 | Haziran Gecesi          | Baran Aydın       | Protagonista   |
| 2007      | Kader                   | Ali Asyalı        | Protagonista   |
| 2008      | Aşk Yakar               | Mustafa           | Protagonista   |
| 2009      | Samanyolu               | Nejat             | Protagonista   |
| 2012      | Bir Zamanlar Osmanlı    | Serhat            |                |
| 2013-2014 | Karagül                 | Murat Şamverdi    | Actor invitado |
| 2014-2015 | Kaderimin Yazıldığı Gün | Kahraman Yörükhan | Protagonista   |
| 2017-2019 | İstanbullu Gelin        | Faruk Boran       | Protagonista   |
| 2021      | Seni Çok Bekledim       | Kadir Eren        | Protagonista   |

### Cine
| Año  | Título                      | Personaje     | Nota                 |
| ---- | --------------------------- | ------------- | -------------------- |
| 2006 | Keloğlan Kara Prens'e Karşı | Príncipe Kara |                      |
| 2011 | Ya Sonra?                   | Adem          | Guionista y director |
| 2013 | Araf                        | Mahur         |                      |
| 2012 | Evim Sensin                 | İskender      | Director y adaptador |
| 2013 | Su ve Ateş                  | Haşmet        | Guionista y director |
| 2016 | Her Şey Aşktan              | Médium Kado   |                      |
| 2016 | İkinci Şans                 | Cemal         | Guionista y director |
| 2017 | Öteki Taraf                 | Çetin         | Director y adaptador |

- 1994: Ona Sevdiğimi Söyle
- 2003: O Şimdi Asker - Yüzbaşı Volkan Ateş
- 2004: Neredesin Firuze? - Ferhat Can (Actor y guionista)
- 2004: Asmalı Konak: Hayat - Seymen Karadağ
- 2015: Sevimli Tehlikeli (Guionista y director)

## Discografía

### Álbumes
- Yine Ağlattın Beni (1992)
- Hadi Hadi Meleğim (1993)
- Beyaz Kelebeğim (1994)
- Yalan Mı? (1997)
- Çoban Yıldızı (1998)
- Aslan Gibi (2000)
- Leyla (2002)
- Ses ve Ayrılık (2004)
- Hediye (2007)
- Sevdazede (2009)
- Bi Düşün (2012)